# Landesregierung Wedenig I
Die Landesregierung Wedenig I bildete die Kärntner Landesregierung in der 16. Gesetzgebungsperiode von der Wahl des neuen Landeshauptmanns Ferdinand Wedenig 25. April 1949  bis zur Wahl der Nachfolgeregierung Landesregierung Wedenig II am 14. November 1949.
Nach der Landtagswahl 1945 entfielen vier der sieben Regierungssitze auf die Sozialistische Partei Österreichs (SPÖ) und drei auf die Österreichische Volkspartei (ÖVP). Den Landeshauptmann stellte mit Ferdinand Wedenig erneut die SPÖ, die auch den Ersten Landeshauptmann-Stellvertreter und zwei Landesräte in die Regierung entsandte. Die ÖVP stellte neben dem Zweiten Landeshauptmann-Stellvertreter zwei Landesräte. Die Regierungssitze wurden dabei nach dem Proporzsystem vergeben. Während der Amtszeit der Regierung Wedenig kam es zu keinen Veränderungen in der Regierungsmannschaft.

## Regierungsmitglieder
| Amt                               | Name              | Partei | Referate |
| --------------------------------- | ----------------- | ------ | -------- |
| Landeshauptmann                   | Ferdinand Wedenig | SPÖ    |          |
| 1. Landeshauptmann-Stellvertreter | Hans Herke        | SPÖ    |          |
| 2. Landeshauptmann-Stellvertreter | Hans Ferlitsch    | ÖVP    |          |
| Landesrat                         | Paul Jobst        | SPÖ    |          |
| Landesrat                         | Matthias Krassnig | SPÖ    |          |
| Landesrat                         | Franz Sagaischek  | ÖVP    |          |
| Landesrat                         | Alois Karisch     | ÖVP    |          |